# Fundulus euryzonus
Fundulus euryzonus är en fiskart som beskrevs av Royal D. Suttkus och Cashner, 1981. Fundulus euryzonus ingår i släktet Fundulus och familjen Fundulidae. Inga underarter finns listade i Catalogue of Life.